# Берта Феррерас
Берта Феррерас (ісп. Berta Ferreras; нар. 9 вересня 1997) — іспанська спортсменка.
Учасниця Олімпійських Ігор 2020 року.
Призерка Чемпіонату світу з водних видів спорту 2019 року.
Призерка Чемпіонату Європи з водних видів спорту 2018, 2020 років.